# 哈德埃什卡拉
35°40′45″N 1°08′50″E / 35.67917°N 1.14722°E

哈德埃什卡拉（阿拉伯语：‎），是阿爾及利亞的城鎮，位於該國西北部埃利贊省，由艾因塔里克區負責管轄，面積159平方公里，2008年人口6,712人，人口密度每平方公里42人。